# Špinavé ulice
Špinavé ulice (v anglickém originále Mean Streets) je americký kriminální film z roku 1973. Režisérem filmu je Martin Scorsese. Hlavní role ve filmu ztvárnili Harvey Keitel, Robert De Niro, David Proval, Amy Robinson a Richard Romanus.

## Obsazení
| Harvey Keitel   | Charlie    |
| Robert De Niro  | Johnny Boy |
| David Proval    | Tony       |
| Amy Robinson    | Teresa     |
| Richard Romanus | Michael    |
| Cesare Danova   | Giovani    |
| Victor Argo     | Mario      |
| George Memmoli  | Joey       |
| David Carradine | opilec     |
| Martin Scorsese |            |